# Potentil·la nival
La potentil·la nival, Potentilla nivalis, és una espècie de planta dins el gènere Potentilla i la família rosàcia.

## Descripció
Plantga herbàcia que fa de 10 a 30 cm d'alt amb les florsmés o menys campanulades, poc obertes; les fulles, almenys les joves, cobertes d'una densa pilositat sedosa, lluent. Els pètals són molt més curts que els sèpals. Floreix de juliol a agost.

## Hàbitat
És un oròfit del sud-oest d'Europa. A Catalunya es troba només als Pirineus en fissures de les roques, pedruscall, en terreny calcari i de vegades silici, entre els 600 i els 2900 m d'altitud.